# Bellinzona (gemeente)
Bellinzona (Italiaans: Bellinzona, Frans Bellinzone, Duits Bellenz, Latijn Bilitio) is de hoofdstad van het Zwitserse kanton Ticino.
De gemeente ligt op 238 meter hoogte, heeft 17.286 inwoners (dec. 2004) en beslaat 1984 hectare (19.84 km²).
De stad ligt ten oosten van de rivier de Ticino, die het kanton zijn naam heeft gegeven. De stad Bellinzona is een verkeerscentrum, van waaruit de Alpenpassen Sankt Gotthard, Lukmanier, San Bernardino en Nufenen kunnen worden bereikt.
In 1475 werd de stad de eerste keer in de literatuur genoemd in een document van de hertog van Milaan.
Bezienswaardigheden zijn, onder andere, de drie kastelen van de stad, die tot het werelderfgoed van de UNESCO behoren. Er zijn enkele musea en kerken.
De burgemeester van Bellizona is Brenno Martignoni.
Op 23 april 1924 vond er een ernstig treinongeluk plaats bij Bellizona, waarbij 15 doden vielen.

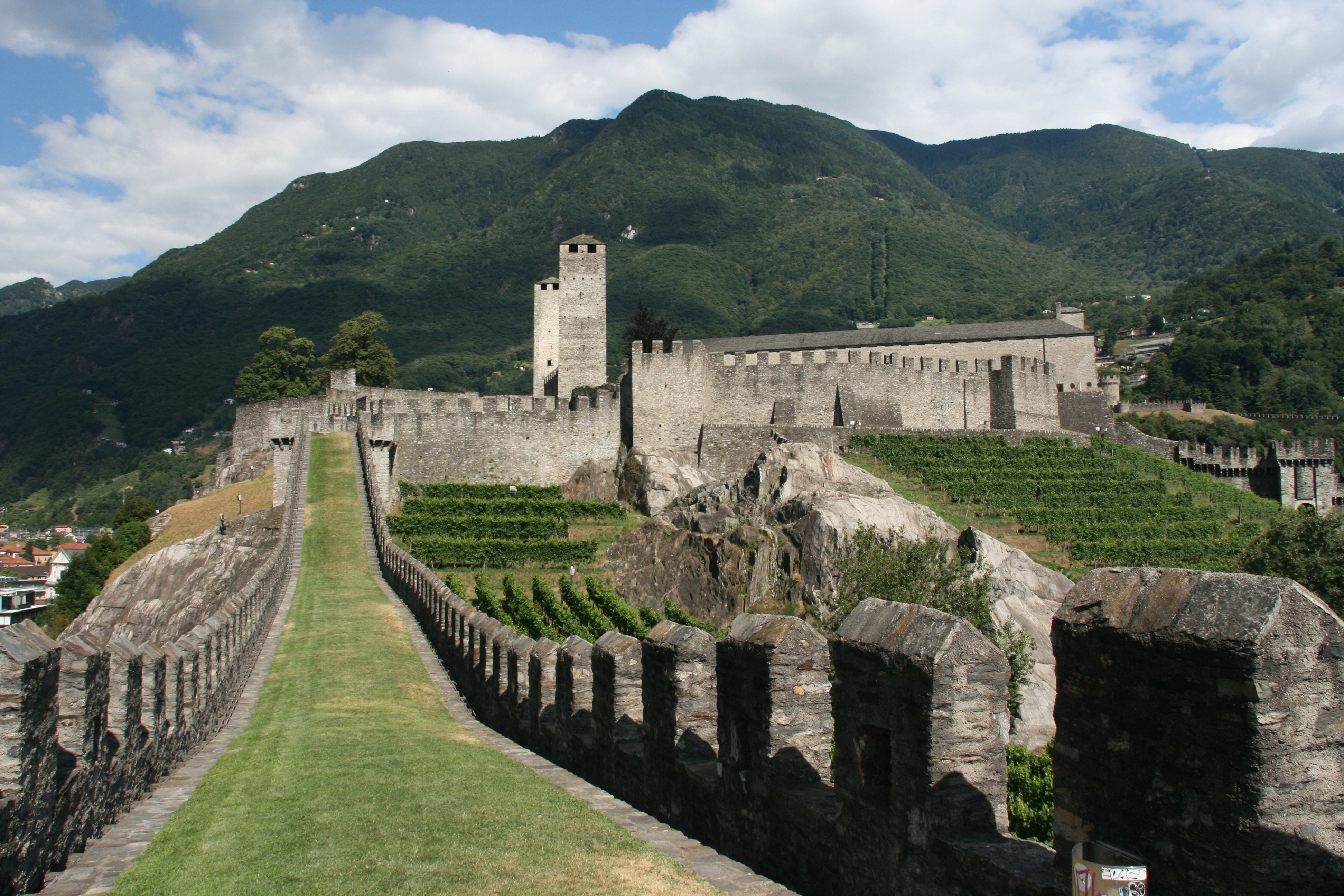
UNESCO werelderfgoed, Kastelen en kasteelmuren van Bellinzona

## Sport
- voetbalclub AC Bellinzona

## Geboren
- Fulgenzio Chicherio (1827-1907), ambtenaar, jurist en criminoloog
- Antonio Antognini (1993-1972), advocaat, notaris, bestuurder en politicus
- Elena Bonzanigo (1897-1974), schrijfster
- Ferruccio Bolla (1911-1984), rechter, redacteur, bestuurder en politicus[1]
- Ernst Brugger (1914), politicus
- Filippo Lombardi (1956), politicus en journalist
- Franco Cesarini (1961), componist, dirigent en musicus
- Marina Carobbio Guscetti (1966), politica
- Marco Giampaolo (1967), voetballer en voetbalcoach
- Kubilay Türkyilmaz (1967), voetballer
- Massimo Busacca (1969), voetbalscheidsrechter
- Mauro Lustrinelli (1976), voetballer
- Danijel Milićević (1986), voetballer

## Overleden
- Fulgenzio Chicherio (1827-1907), Zwitsers ambtenaar, jurist en criminoloog
- Antonio Antognini (1993-1972), advocaat, notaris, bestuurder en politicus
- Giulietta Martelli-Tamoni (1890-1975), schrijfster en dichteres